# 大花柳叶菜
大花柳叶菜（学名：Epilobium laxum）为柳叶菜科柳叶菜属下的一个种。